# Liste der Monuments historiques in Pontarmé
Die Liste der Monuments historiques in Pontarmé führt die Monuments historiques in der französischen Gemeinde Pontarmé auf.

## Liste der Bauwerke
| Bezeichnung | Beschreibung                  | Standort | Kennzeichnung | Schutzstatus | Datum | Bild           |
| ----------- | ----------------------------- | -------- | ------------- | ------------ | ----- | -------------- |
| Schloss     | Erbaut ab dem 14. Jahrhundert | (Lage)   | PA00114814    | Inscrit      | 1986  | weitere Bilder |

## Liste der Objekte
- Monuments historiques (Objekte) in Pontarmé in der Base Palissy des französischen Kultusministeriums